# Толбачик
Толба́чик, Толбачинский — вулканический массив на востоке Камчатки, в юго-западной части Ключевской группы вулканов. На расстояниях от 50 км до 68 км от подножия вулкана находятся 5 населённых пунктов. Это поселки Ключи, Майское, Козыревск, Лазо и Атласово, в которых в общей сложности проживают более 8,1 тыс. человек. Петропавловск-Камчатский от вулкана отделяют 343 км.
Высота 3682 м, в состав входят слившиеся основаниями стратовулканы Острый Толбачик (3682 м) и Плоский Толбачик (действующий, высота 3140 м), расположенные на пьедестале древнего щитового вулкана. Острый Толбачик представляет собой потухший стратовулкан с разрушенной вершиной. Плоский Толбачик — стратовулкан, вершина которого срезана двумя вложенными друг в друга кальдерами гавайского типа. Бо́льшая из них, диаметром 3 км, заполнена маленьким щитовым вулканом и ледником, образуя характерную плоскую вершину. Внутри неё располагается молодая кальдера диаметром 1,8 км и глубиной около 400 м, образованная во время предпоследнего извержения вулкана в 1975—1976 годах. На склонах Плоского Толбачика и в примыкающем к нему Толбачинском долу расположено более 120 шлаковых конусов побочных прорывов. Толбачик относится к вулканам гавайского типа.

## История формирования
Оба конуса вулкана возникли в позднем плейстоцене на пьедестале более древнего щитового вулкана диаметром 22 км и представляли собой сросшиеся стратовулканы со сходной морфологией. Дальнейшее развитие было связано с формированием в начале голоцена мощной зоны регионального базальтового вулканизма. Толбачинская региональная трещинная зона шлаковых конусов протяжённостью около 70 км начинается в районе верховьев реки Студеной и тянется на юго-запад. Далее она сечет постройку вулкана Плоский Толбачик, и, меняя направление на юго-юго-западное, продолжается ещё несколько десятков километров до верховьев реки Толбачик. Южная часть этой зоны, представляющая собой пологий лавовый увал с большим количеством шлаковых конусов, называется Толбачинским долом. Благодаря наложению этой зоны на постройку вулкана Плоский Толбачик произошло продление его активности — незатронутый трещинной зоной Острый Толбачик прекратил активную деятельность. Также произошла и смена извергаемых пород — становятся характерны базальтовые эффузивные извержения, как вершинные, так и побочные в Толбачинском долу. 6500 лет назад произошло мощное эффузивное извержение, в результате которого на вершине Плоского Толбачика образовалась кальдера гавайского типа диаметром 3 км. Субсинхронно этому извержению на вулкане Острый Толбачик произошел крупный обвал, разрушивший вершину и южный склон. Вершинная кальдера Плоского Толбачика постепенно заполнялась продуктами извержений, и в современное время Плоский Толбачик имеет вид горного плато, что привело к появлению соответствующего названия. До Большого трещинного Толбачинского извержения в западной части вершины существовал колодцеобразный кратер диаметром около 300 м, временами заполнявшийся жидкой лавой.

## Активность

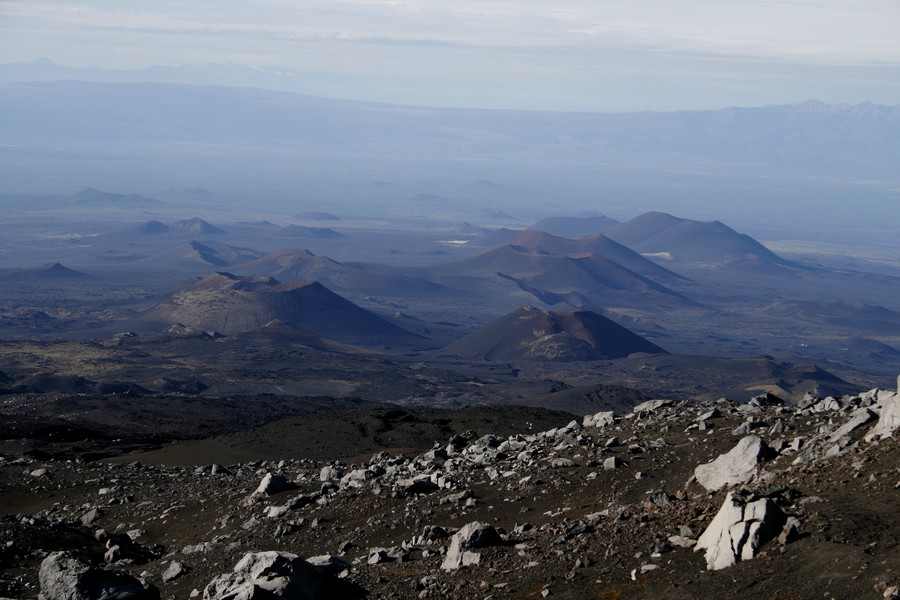
Шлаковые конусы Толбачинского Дола

В историческое время известны извержения 1728, 1739, 1740, 1769, 1788—1790, 1793, 1904, 1927, 1931, 1939—1941, 1954, 1975—1976, 2012—2013. В основном это были слабые пепловые выбросы из центрального кратера, иногда в центральном кратере отмечалось появление лавового озера. В историческое время произошло только три трещинных извержения с большим количеством изверженного материала: В 1940 году произошло извержение, в ходе которого на высоте 1950 м на юго-западном склоне произошел побочный прорыв, образовался шлаковый конус и излился лавовый поток (VEI=3).

### Большое трещинное Толбачинское извержение
Самое известное и мощное (VEI=4+) из произошедших на Толбачике в историческое время — Большое трещинное Толбачинское извержение (БТТИ) произошло в 1975 году, и сопровождалось образованием новых шлаковых конусов, лавовых полей и небольшой провальной кальдеры на вершине, возникшей на месте кратера.

### Трещинное извержение им. 50-летия Института вулканологии и сейсмологии на Толбачинском долу

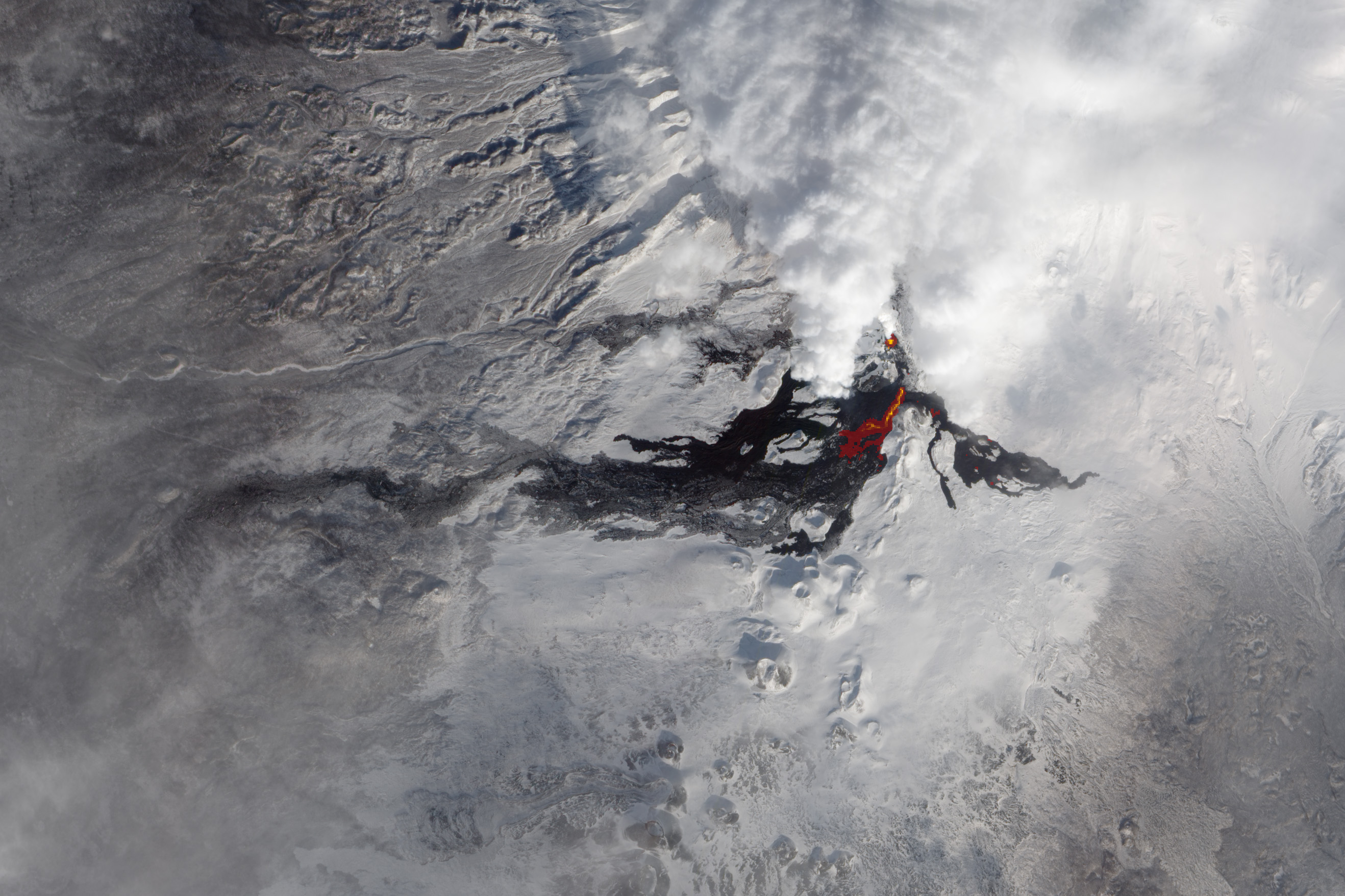
Снимок трещинного извержения, сделанный 14 января 2013 года космическим аппаратом Earth Observing-1

Новое трещинное извержение началось 27 ноября 2012 года с открытия трещины длиной около 5 км в нескольких километрах южнее кальдеры. Трещина протянулась от прорыва 1940 года до старого шлакового конуса Красный. Активность была сосредоточена в двух расположенных на трещине центрах — Верхнем (на высоте около 2000 м) и Нижнем (на высоте около 1500 м). Вскоре 29 ноября 2012 года извержению присвоен красный (наивысший) код авиационной опасности, однако уже на следующий день код сменён на оранжевый, так как в ходе облета был выяснен характер извержения — излияние очень жидкой лавы с незначительными пепловыми выбросами. Лавовый поток Южного центра залил находящийся у подножья вулкана стационар ИВиС ДВО РАН (бывшая база «Ленинградская»), а также здание базы природного парка «Вулканы Камчатки». 4 декабря извержение ещё продолжалось, регистрировалась сильная сейсмическая активность, из Южного прорыва произошёл сильный выброс пепла высотой 4 км, пепловый шлейф сносился ветром на юго-восток. Через четыре дня после начала извержения Верхний центр прекратил деятельность, успев излить лавовый поток длиной около 9 км. Шлаковые конусы на Верхнем центре не успели сформироваться. Нижняя трещина продолжает свою деятельность, наблюдается излияние протяженных (до 17 км) лавовых потоков и рост шлаковых конусов. 17—18 декабря восточная часть одного из шлаковых конусов была почти до основания разрушена серией мощных взрывов. По оценкам специалистов, извержение будет долговременным.